# Gare de La Suze
Gare de La Suze – stacja kolejowa w La Suze-sur-Sarthe, w departamencie Sarthe, w regionie Kraj Loary, we Francji.
Jest stacją Société nationale des chemins de fer français (SNCF), obsługiwaną przez pociągi TER Pays de la Loire.

## Położenie
Znajduje się na wysokości 48 m n.p.m., na km 229,411 km linii Le Mans – Angers, pomiędzy stacjami Voivres i Noyen. 

## Usługi
Usługi kolejowe są prowadzone przez pociągi TER Pays de la Loire, kursujące między Le Mans i Angers.